# Allosidastrum hilarianum
Allosidastrum hilarianum är en malvaväxtart som först beskrevs av Karel Bořivoj Presl, och fick sitt nu gällande namn av A. Krapovickas, P.A. Fryxell och D.M. Bates. Allosidastrum hilarianum ingår i släktet Allosidastrum och familjen malvaväxter. Inga underarter finns listade i Catalogue of Life.